# Castel Nuovo w Neapolu

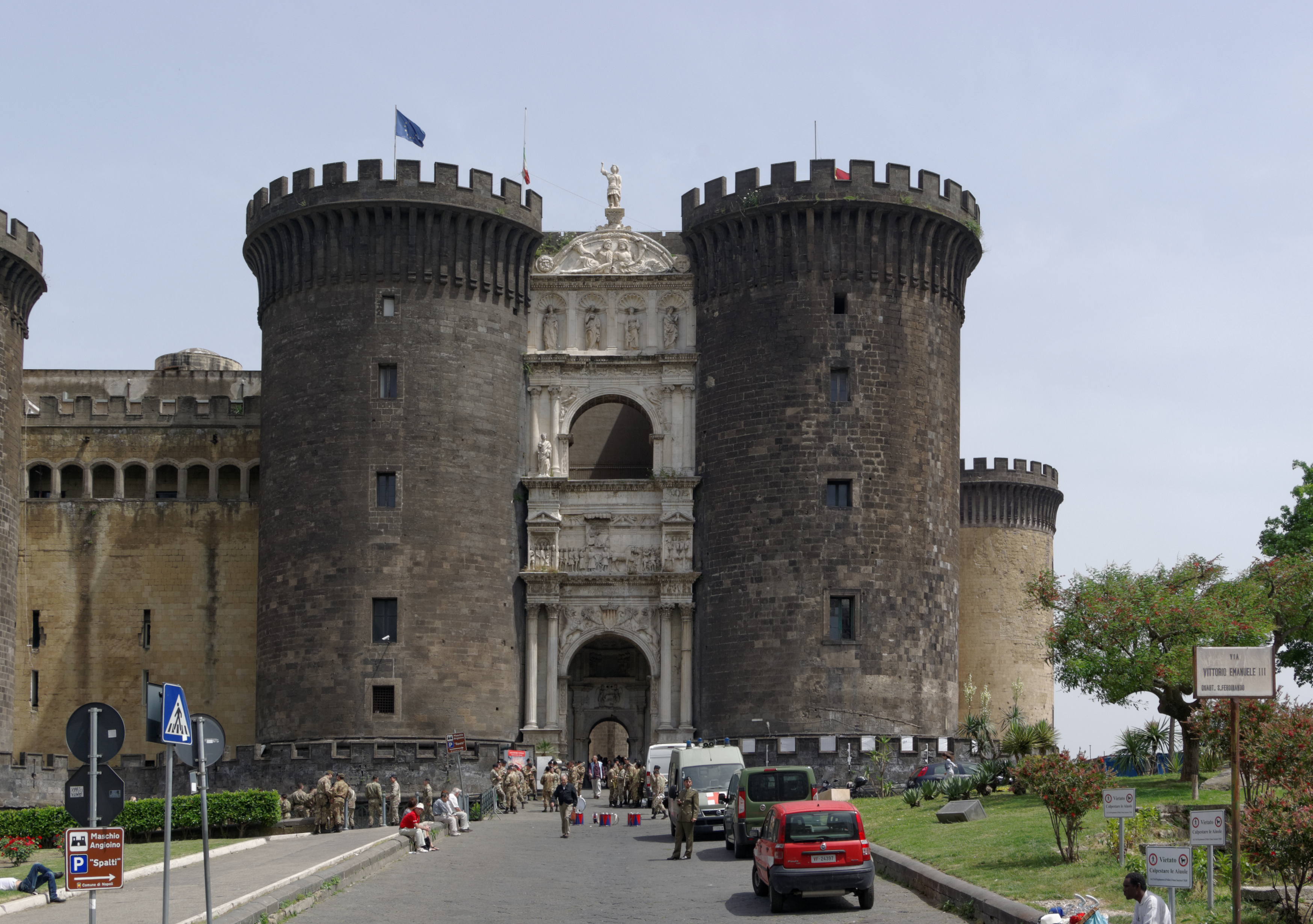
Wejście do Castel Nuovo

Castel Nuovo, znany również jako Maschio Angioino – zamek w Neapolu, w południowych Włoszech, główny symbol architektoniczny miasta.
Przed wstąpieniem na tron Karola Andegaweńskiego, księcia francuskiego w 1266, stolicą Królestwa Neapolu było Palermo (na Sycylii). W Neapolu znajdowała się królewska rezydencja – Castel Capuano. Kiedy Karol rozkazał przeniesienie stolicy z Palermo do Neapolu, rozkazał również wybudować nowy zamek, który pomieściłby dwór i znajdował się blisko morza.

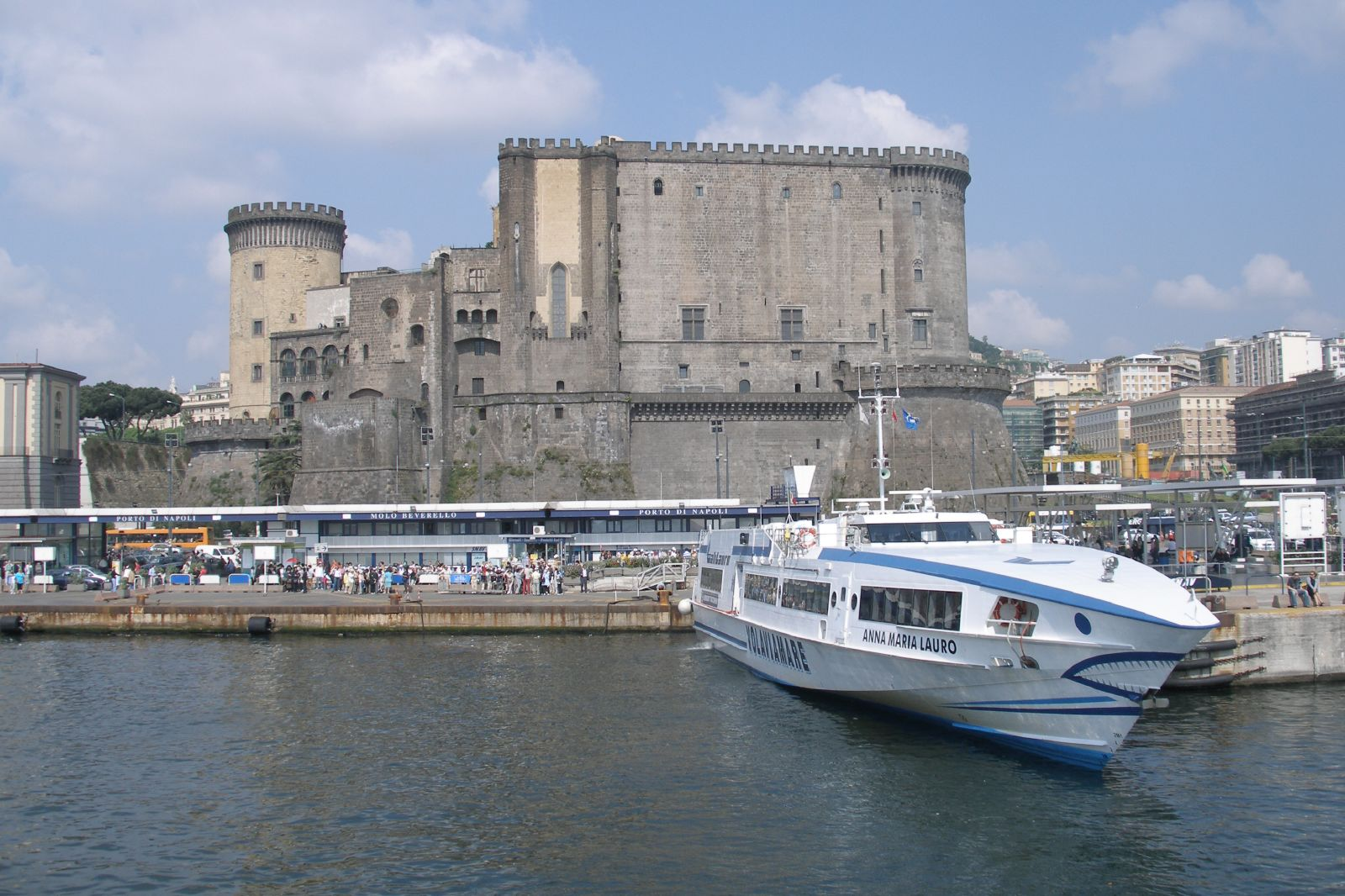
Widok zamku od strony zatoki

Prace rozpoczęły się w 1279, a zakończyły trzy lata później. Nad ich przebiegiem czuwali francuscy architekci. Przez nieszpory sycylijskie, zamek pozostał niezamieszkany aż do roku 1285 – wtedy Karol I Andegaweński zmarł i zastąpił go na tronie jego syn – Karol II Kulawy. Castel Nuovo stał się wkrótce rdzeniem historycznego centrum miasta i świadkiem wszystkich ważnych wydarzeń (np. 13 grudnia 1294 papież Celestyn V zrzekł się swoich tytułów w hallu zamku, a jedenaście dni później Bonifacy VIII został wybrany przez kolegium kardynalskie na kolejnego papieża i natychmiast został wysłany do Rzymu, aby wyrwać się spod zwierzchności Andegawenów).
Podczas rządów króla Roberta I Mądrego (który objął tron w 1309) zamek został rozbudowany i upiększony, przez co stał się również centrum sztuk. W 1347 Castel Nuovo został oblężony przez armię Ludwika I Wielkiego, króla Węgier. Został odbudowany po powrocie królowej Joanny I. Przeprowadzone przez Joannę pozwoliły jej przetrzymać w zamku kolejne oblężenie armii Ludwika I. Zamek był oblegany kilkanaście razy w czasie kolejnych lat. Od roku 1399 stał się oficjalną rezydencją króla Władysława I, ale zaczął podupadać pod rządami jego siostry – Joanny II.
W 1442 zamek stał się własnością dynastii aragońskiej – zapoczątkowanej przez króla Alfonsa V Wspaniałego. Aragońscy królowie zmodernizowali zamek i przystosowali go do nowych rodzajów broni. Wtedy został dodany słynny łuk triumfalny, zaprojektowany przez Francesco Laurana i wybudowany z okazji wejścia Alfonsa V do Neapolu.
W hallu zamku baronowie m.in. Antonello II di Sanseverino, książę Salerno i Francesco Coppola, hrabia Sarno, zaplanowali słynny zamach na króla Ferdynanda I – syna Alfonsa V. Król zaprosił baronów na fiestę, ale w pewnym momencie do hallu weszli żołnierze i zagrodzili wszystkie wyjścia – baronów aresztowano, a następnie stracono. Sala Baronów do 2006 była miejscem, gdzie zbierała się rada gmin neapolitańskich.
Po ciężkim oblężeniu Neapolu przez wojska Karola VIII Walezjusza, króla Francji w 1494, Królestwo zostało przyłączone do Hiszpanii. Zamek został z rezydencji króla stał się ważną fortecą. Podczas wizyt w Neapolu hiszpańscy królowie mieszkali właśnie w Castel Nuovo (np. Karol V Habsburg w 1535). Zamek ponownie stał się rezydencją, w 1734, kiedy Karol III Burbon koronował się na króla Neapolu. Jego potomkowie jednak wybudowali sobie obok Castel Nuovo inną, większą rezydencję – Palazzo Reale.
Ostatnia przebudowa i renowacja zamku miała miejsce w 1823. Obecnie w środku znajduje się Museo Civico di Castel Nuovo. Zamek stoi przy dużym placu – Piazza Municipio – w samym sercu miasta.